# Abschaffung der Han
Die Abschaffung der Han und Errichtung von Präfekturen (jap. 廃藩置県, haihan chiken) ist eine 1871 von der Meiji-Regierung durchgeführte Reformmaßnahme, bei der die feudalen Lehen (Han) der Edo-Zeit durch eine zentrale Verwaltung ersetzt wurden. Nach dem Sturz des Tokugawa-Shogunats war dies der entscheidende Schritt der Meiji-Restauration, mit dem die Daimyō der Autorität des Tennō (Kaisers) unterworfen wurden.

## Boshin-Krieg
Im Boshin-Krieg 1868–69 wurde das Tokugawa-Shogunat und dessen loyale Unterstützer, die Ōuetsu Reppan Dōmei, von der neuen Meiji-Regierung, die sich vor allem auf Truppen aus Chōshū und Satsuma stützte, geschlagen. Das Land, das direkt unter der Kontrolle des Shogunats stand (Tenryō), beziehungsweise seiner direkten Vasallen (Hatamoto), sowie das Gebiet, das die geschlagenen Daimyō verwalteten, wurde konfisziert. Es wurde als Präfekturen mit direkt von der Regierung eingesetzten Gouverneuren (知事, chiji) neu organisiert. Dies betraf in etwa ein Viertel der Landesfläche Japans.

## Rückgabe der Ländereien und Untertanen
Die zweite Phase der Rückgabe fand 1869 statt. Auf Initiative von Kido Takayoshi aus Chōshū, und mit Unterstützung der Hofadligen Iwakura Tomomi und Sanjō Sanetomi, gaben Mōri Takachika, Daimyō von Chōshū und Shimazu Hisamitsu, Regent von Satsuma, die beiden führenden Kräfte hinter der Niederschlagung der Tokugawa, ihre Ländereien an den Kaiser zurück. Um ihre Loyalität zu beweisen, folgten 260 der übrigen Daimyō diesem Beispiel und gaben zwischen dem 25. Juli und dem 2. August ihre Ländereien zurück. Nur 14 Daimyō fügten sich dieser Maßnahme nicht freiwillig und wurden vom Kaiserhof unter Androhung militärischer Stärke dazu gezwungen. Die zweite Phase wird auch als „Rückgabe der Ländereien und Untertanen“ (版籍奉還, hanseki hōkan) bezeichnet. Die früheren Shogunats-Ländereien wurden zu Präfekturen, fu für urbane Präfekturen und ken für ländliche Präfekturen. Das resultierende System wird als fuhanken sanchisei (府藩県三治制, „Dreierverwaltungssystem aus fu, han und ken“) bezeichnet.
Im Gegenzug für die Übertragung ihrer vererbbaren Rechte wurden die Daimyō von der Regierung als Gouverneure ihrer alten Ländereien wieder eingesetzt. Dabei wurde die Besteuerung zentralisiert; als Steuern gezahlter Reis ging direkt an die Zentralregierung, nur 10 % dieser Einnahmen gingen direkt an den Gouverneur. Die Steuern wurden nach der tatsächlichen Reisproduktion bemessen, und nicht mehr, wie in der Edo-Zeit, als fester Wert für eine Region festgelegt.
Die Gouverneure konnten weiterhin ihre Untergebenen selbst auswählen, allerdings wurden von der Zentralregierung Mindestqualifikationen festgelegt. Um die feudalen Bande weiter zu lockern, wurden diese außerdem nicht mehr vom Gouverneur selbst, sondern von der lokalen Vertretung der Regierung bezahlt.
Der Titel des Daimyō wurde im Juli 1869 mit dem neu geschaffenen Kazoku-System abgeschafft und ersetzt.

## Konsolidierung
Obwohl die Daimyō nun Angestellte der neuen Regierung waren, hatten sie doch weiterhin ein großes Maß an finanzieller und militärischer Unabhängigkeit, und weiterhin die Loyalität ihrer Untertanen. Dazu kam, dass durch die Auflösung der Truppen und Verwaltungen der Han landesweit rund 2 Millionen Samurai ihre Arbeit verloren. Durch die Schaffung der neuen Armee und Verwaltungen konnte dies teilweise aufgefangen werden, trotzdem kam es an verschiedenen Orten zu Revolten.
Dies wurde von der neuen Regierung als Bedrohung empfunden, und so wurde von Okubo Toshimichi mit Hilfe von Saigo Takamori, Kido Takayoshi, Iwakura Tomomi und Yamagata Aritomo am 29. August 1871 ein neues kaiserliches Edikt auf den Weg gebracht, mit dem die 261 bestehenden Lehen als Präfekturen reorganisiert wurden, so dass deren Zahl auf 305 Präfekturen anstieg, d. h. 3 fu (Tokyo, Kyoto, Osaka) und 302 ken. Durch mehrere Zusammenlegungen wurde die Zahl der ken bis zum Februar 1872 auf 72 reduziert. Durch weitere Zusammenlegungen 1876, die dann bis 1888 teilweise wieder rückgängig gemacht wurden, stabilisierte sich die Zahl auf 47 ken und 3 fu. Heute setzt sich die erste Untergliederung des Staates – Todōfuken (都道府県) – wie folgt zusammen: 1 to (= Tōkyō-to), 1 dō (= Hokkai-dō), 2 fu (Ōsaka-fu und Kyōto-fu) und 43 ken (= 43 Präfekturen), was 47 Verwaltungseinheiten auf dieser Ebene ergibt.
Die Meiji-Regierung erreichte die Unterstützung der ehemaligen Daimyō für diese Reorganisation durch erhebliche finanzielle Aufwendungen: Sie gewährte den Daimyō nicht nur großzügige Gehälter, sie übernahm auch die Schulden der ehemaligen Han, und versprach, die von den Han in Eigenregie herausgegebenen Banknoten (Hansatsu) zum Nennwert zu konvertieren. Im Jahr 1874 geriet die neue Regierung in finanzielle Schwierigkeiten, und konnte die Gehälter und Renten der Daimyō nicht länger finanzieren. Die bisher gewährten Zahlungen wurden in Regierungsanleihen im Wert von 5 Jahresgehältern umgewandelt, auf die die Regierung jährlich 5 % Zinsen zahlte.
Makino Nobuaki, einer der Studenten in der Iwakura-Mission, schrieb in seinen Memoiren: „Zusammen mit der Abschaffung des Han-Systems muss die Entsendung der Iwakura-Mission nach Amerika und Europa als die wichtigsten Ereignisse genannt werden, die die Grundlage unseres Staates nach der Meiji-Restauration geschaffen haben.“